# Kata guruma

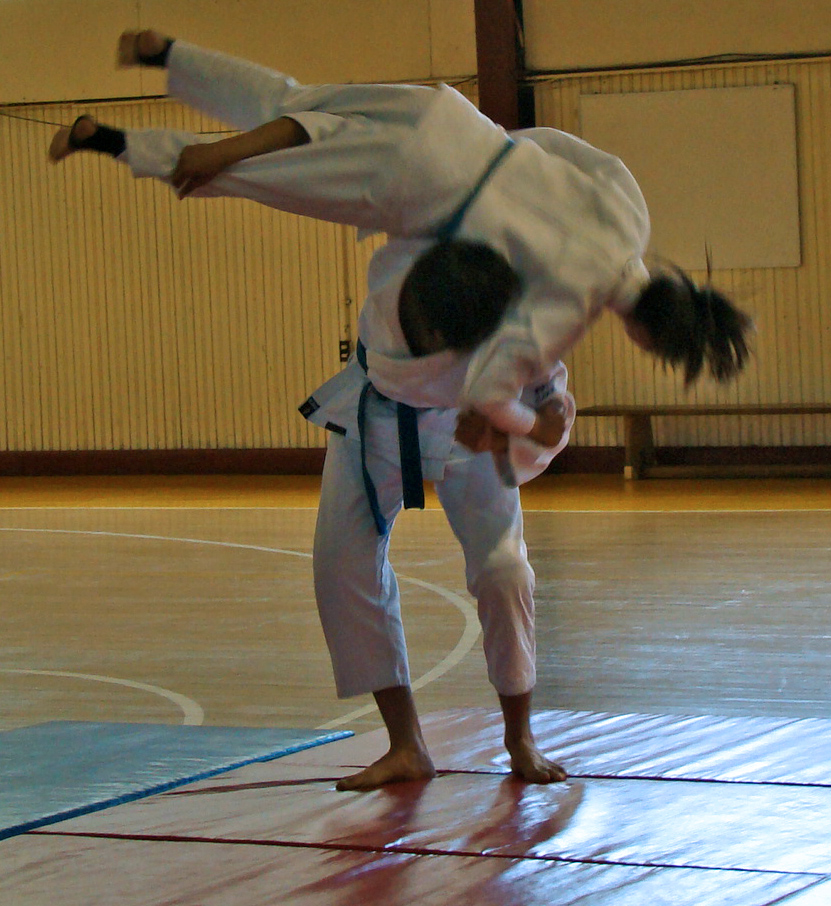

Kata guruma (schouderwiel) is een judo-/jiujitsubeweging die gedaan wordt in de nage-waza (werptechnieken) en is tevens een kata-waza (schouderworp). Het gaat als volgt:
- Trek de tegenstander uit evenwicht met de linkerhand.
- Grijp met de rechterhand het rechterbeen van de tegenstander terwijl door de benen wordt gebogen.
- Sta op en trek met de linkerhand de tegenstander naar de grond.

Kata guruma kan ook gedaan worden in een variatie op één of twee knieën of wanneer het linkerbeen wordt uitgestrekt.
Met een kata guruma kan de tegenstander via de hoofdzijde worden afgegooid, naar achteren worden afgegooid via de rugzijde, of zijdelings via de schouder geworpen worden.